# Bertold III (książę Zähringen)
Bertold III (ur. po 1080 r., zm. w grudniu 1122 r. pod Molsheim) – książę Zähringen w latach 1111–1122/1123 z rodu Zähringen.

## Życiorys
Bertold III był synem księcia Zähringen Bertolda II oraz Agnieszki, córki księcia Szwabii i antykróla Niemiec Rudolfa z Rheinfelden. W 1111 r. objął tron po śmierci ojca. Był stronnikiem cesarza Henryka V z dynastii salickiej. Uczestniczył w jego wyprawie do Italii w 1111 r., później podczas zmagań cesarza z Kolonią dostał się w 1114 r. do niewoli u hrabiego Dytryka z Ahr. Jest wymieniony w konkordacie wormackim z września 1122 r. Krótko potem zginął pod Molsheim, gdy wspierał Hugona z Dagsburga w feudalnych sporach. Został pochowany w klasztorze św. Piotra w Schwarzwaldzie.
Żoną Bertolda III była Zofia, córka księcia Bawarii Henryka IX Czarnego z rodu Welfów. Zmarł bezpotomnie, wobec czego tron księstwa Zähringen przypadł jego młodszemu bratu Konradowi.